# Creation Festival
Creation Festival es un evento que consta de dos festivales de música cristiana llamados Creation Northeast y Creation Northwest, celebrados anualmente en Estados Unidos. Con una asistencia de entre 50 000 y 100 000 personas al año, se ha convertido en «el mayor festival de música cristiana de la nación».

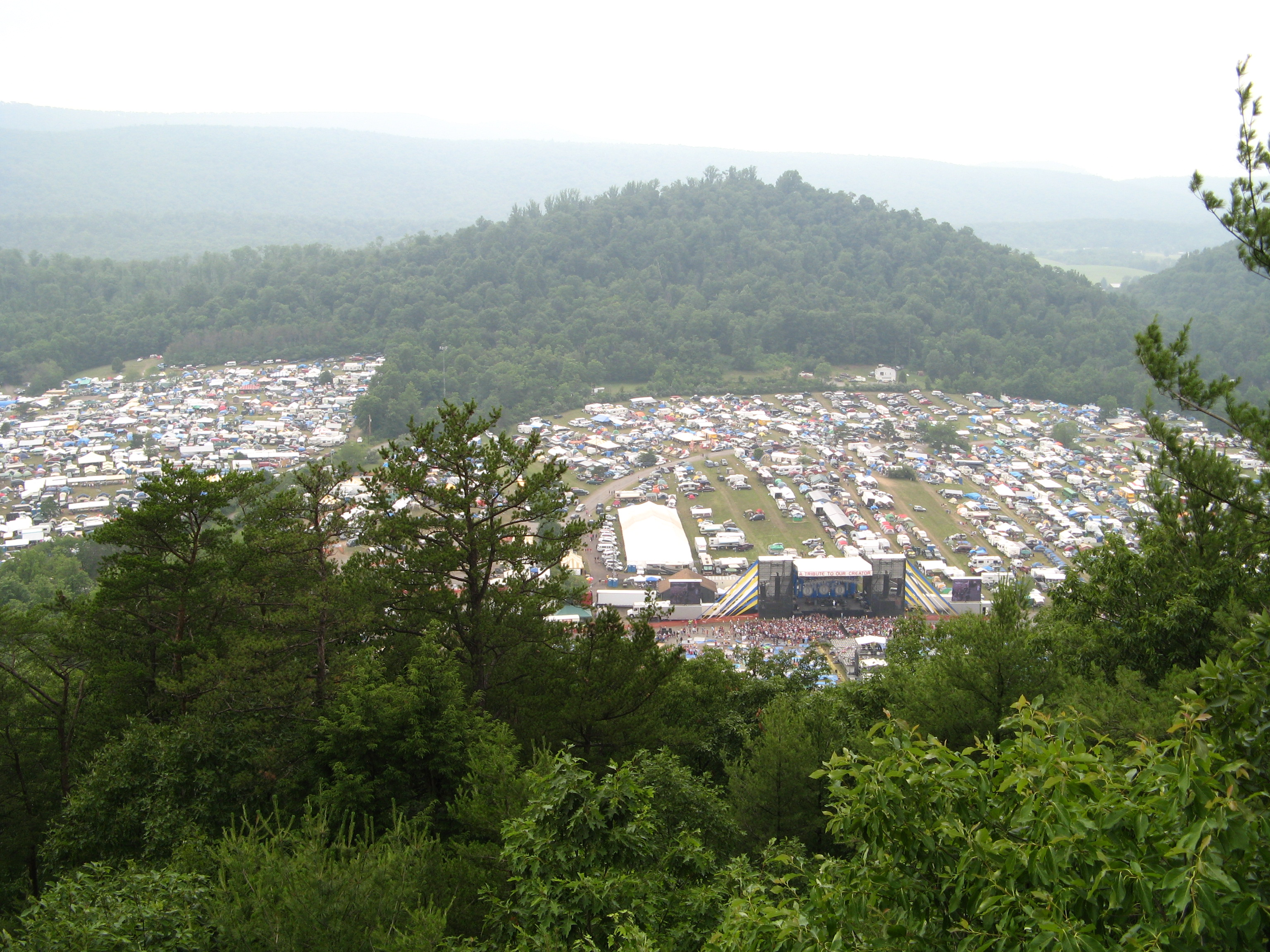
Vista aérea del Creation Northeast Festival

## Historia

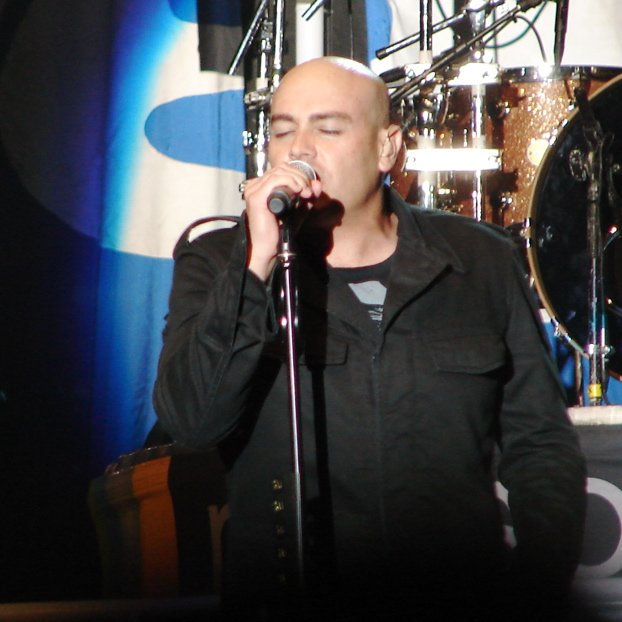
Peter Furler, exvocalista de los Newsboys, realizando en 2007.

El Dr. Rev. Harry Thomas Jr. y Landis Timothy fundaron el Creation East en 1979 en Muddy Run Park, en el Condado de Lancaster, Pennsilvania. En 1984 la popularidad llevó al evento a trasladarse a una zona rural conocida como Agape Farm en Mount Union, en el condado de Huntingdon, Pennsilvania.
En 1998 el evento se amplió hacia el oeste con la inclusión del Creation Northwest, que se ha celebrado en el anfiteatro Gorge en la Ciudad Gorge Washington. En 2010 el lugar de Creation Northwest se convirtió en el Expo Center de Enumclaw, Washington.
Debido a las tormentas eléctricas, el festival fue cancelado en 1995 y 2006. En 1996 y 2003 el festival se celebró en Hershey, PA. Aunque el festival se encuentra en Hershey, PA, los conciertos tuvieron lugar en Hersheypark Arena. A los aficionados que asistieron al festival de cuatro días se les ofreció un billete de precio reducido a Hersheypark y acamparon junto a una colina grande.
En 2008 el festival comenzó una gira anual, pasando por más de 30 ciudades a través de los Estados Unidos.
El Creation Festival de 2010 se celebró en el Agape Farm en Mount Union, desde el 30 de junio hasta el 3 de julio. El Creation Festival de 2010 Northwest  se celebró en el Centro de Exposiciones de Enumclaw, Washington, desde el 21 hasta el 24 de julio.
Después de que Tim Landis dejara de hacer su papel original, el Dr. Harry Thomas, Jr. siguió participando, centrándose principalmente en la expansión del evento, y pasó la mayoría de la producción y reserva a Bill y Darpino Nick Kulb. Cada año, Thomas predica un corto mensaje en Creation Festival.

## Citas y frases
- «Un homenaje a nuestro Creador».
- «El punto culminante de su verano, tal vez su vida».[5]